# براخویتس
براخویتس (به آلمانی: Brachwitz) یک منطقهٔ مسکونی در آلمان است که در لبیون-وتین واقع شده‌است. براخویتس  ۹۸۸ نفر جمعیت دارد.